# Hermann Ziller (Architekt)
Hermann Ziller (* 28. Juni 1844 in Potsdam; † 15. September 1915 ebenda; vollständiger Name: Hermann August Ziller) war ein deutscher Architekt und Baumeister. Er war der Sohn des Architekten und preußischen Regierungsbaurats Christian Heinrich Ziller (1791–1868) und der jüngere Bruder von Carl Ernst Heinrich Ziller (1832–1866).
Er stammte über seinen Vater aus der sächsischen Baumeisterfamilie Ziller. Sein Vater war ein Vetter von Christian Gottlieb Ziller. Somit war er ein Vetter 2. Grades des später in Griechenland tätigen Baumeisters des griechischen Königs Ernst Ziller sowie dessen jüngerer Brüder, der in Sachsen wirkenden Brüder Moritz und Gustav Ziller.

## Leben und Wirken

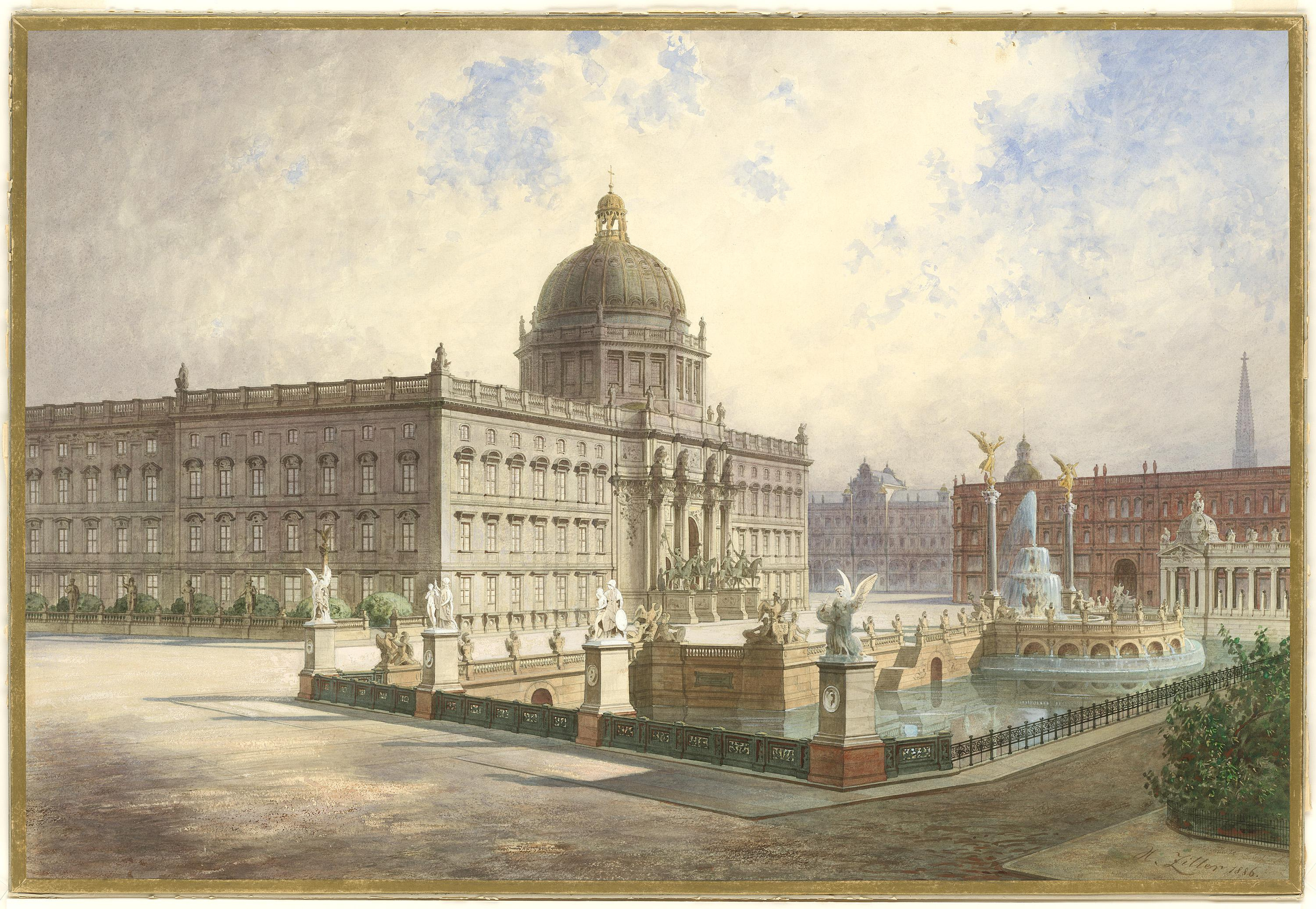
Hermann Ziller: Berliner Stadtschloss; Abriss der Häuser der Schlossfreiheit: Perspektivische Ansicht mit Schlossfassade von der Schlossbrücke aus. Handzeichnung 1886.

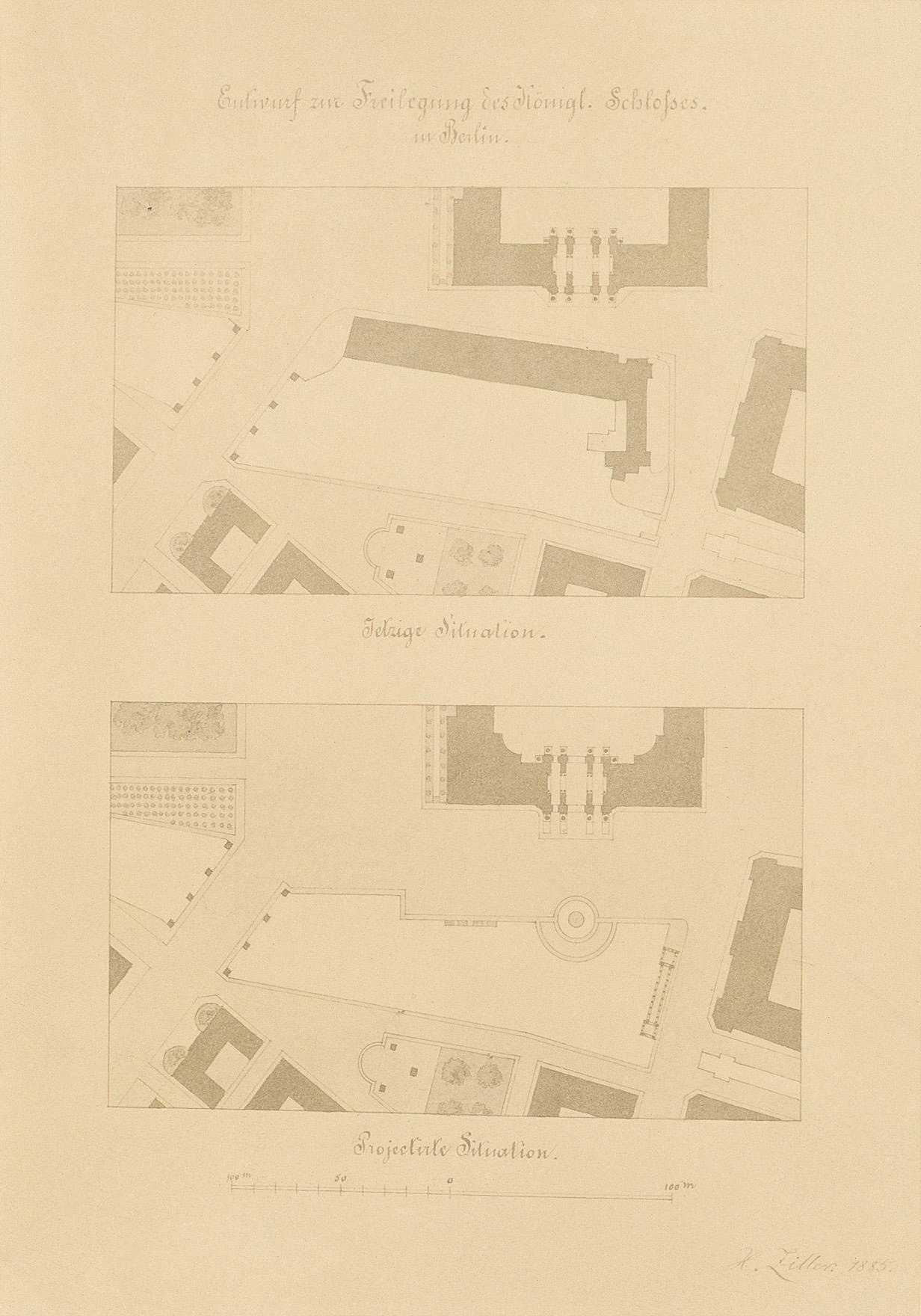
Hermann Ziller: Berliner Stadtschloss; Abriss der Häuser der Schlossfreiheit: Lageplan a) Zustand, b) Planung. Planskizze 1885.

Hermann Ziller besuchte das Gymnasium in Potsdam und studierte anschließend von 1868 bis 1871 an der Berliner Bauakademie unter anderem bei Richard Lucae mit dem Abschluss als Baumeister. Ab Mai 1869 war er Mitglied im Architektenverein zu Berlin.
Von 1871 bis 1874 arbeitete Ziller als Atelierchef bei Richard Lucae. In dieser Zeit beteiligte er sich an den Vorarbeiten für das 1880 eröffnete Frankfurter Opernhaus und den Neubau der Technischen Hochschule Charlottenburg. Im Jahr 1872 erhielt er den Schinkelpreis und die Schinkel-Medaille für seinen Entwurf „Villa auf dem Sandwerder bei Wannsee“.
Nach einem Italienaufenthalt in der Zeit von 1874 bis 1875 arbeitete er ab 1875 als selbstständiger Baumeister und Architekt in Berlin. Ab dieser Zeit unternahm Ziller jährliche Studienreisen durch Deutschland sowie nach Italien und Frankreich, von denen er zahlreiche Skizzen mitbrachte.
Hermann Ziller war der Architekt des 1887/1888 errichteten Charlottenburger Wohn- und Kaufhauses Kurfürstendamm 227 (Kaufhaus Grünfeld, Ziller & Voß), das Herbert Noth 1950/1951 wiederaufbaute. Von ihm sind zahlreiche Pläne bekannt, die Umbauten des Berliner Stadtschlosses sowie Umgestaltungen des Schlossplatzes, Umbauten der Vorräume des Schauspielhauses und Planungen zum Nationaldenkmal für Kaiser Wilhelm (Ruhmeshalle vor dem Brandenburger Tor) zeigen, jedoch nicht realisiert wurden.
Am 8. Juni 1879 gehörte Ziller zu den Gründungsmitgliedern der Vereinigung Berliner Architekten, einer Abspaltung aus dem Architektenverein zu Berlin.
Darüber hinaus stammt von Hermann Ziller die für ihre Zeit umfassendste Künstler-Monografie über Karl Friedrich Schinkel, den Lehrer seines Vaters.
Hermann Ziller wohnte mit seiner jüngeren Schwester Marie (1846–1920) in dem nach dem Tod der Eltern ererbten Haus in der Brandenburger Straße 28a im 8. Stadtbezirk von Potsdam, hielt sich jedoch hauptsächlich in Berlin auf, wo er 1891 in der Halleschen Straße 15 gemeldet war. Ziller wurde 1915 auf dem Alten Friedhof Potsdams in dem Erbbegräbnis seiner Familie (Linie 5, Nr. 4) beerdigt, das jedoch Anfang der 1980er Jahre eingeebnet wurde.

## Werk
Bauten und Entwürfe
- 1881: Entwürfe zu Freistellung und Ausbau des Berliner Stadtschlosses (nicht realisiert)
- 1887/1888: Wohn- und Kaufhaus Kurfürstendamm 227 in Berlin
- 1888: erweiterte Entwürfe zu Freistellung und Ausbau des Berliner Stadtschlosses (nicht realisiert)
- 1890: Entwürfe zu einem Kaiser-Wilhelm-Nationaldenkmal (als Ruhmeshalle vor dem Brandenburger Tor) in Berlin (nicht realisiert)
- Entwürfe zum Umbau der Vorräume des Schauspielhauses in Berlin (nicht realisiert)

Schriften
- Schinkel. (= Knackfuß Künstler-Monographien. XXVIII.) Velhagen & Klasing, Bielefeld / Leipzig 1897 (archive.org).